# شهرستان دوبوفسکی (استان روستوف)
شهرستان دوبوفسکی (به لاتین: Dubovsky District) یک شهرستان در روسیه است که در استان روستوف واقع شده‌است.